# プラムデャ・クスマワルダナ
プラムデャ・クスマワルダナ・リヤント（英語: Pramudya Kusumawardana Riyanto、2000年12月13日 - ）は、インドネシアの男子バドミントン選手。2023年12月に23歳でインドネシア代表の引退を表明した。

## 経歴
ジュニア時代は、2018年のアジアジュニア選手権の男子ダブルスで銅メダルを獲得。また、フィンランド・オープンではレハン・ナウファル・クシャルジャントとのペアで準優勝した。
2019年からは、イェレミア・ランビタンとペアを組む。
2021年のスペイン・マスターズでは、準々決勝で第1シードのキム・アストルプ / アンダース・スカールプ・ラスムセンを破り、決勝では同胞ペアを破って優勝した。BWFワールドツアー初タイトル獲得となった。
2022年のアジア選手権では、2回戦目で第6シードのオン・ユーシン / テオ・イーイに勝利。準々決勝で第2シードの保木卓朗 / 小林優吾に勝利。準決勝で第4シードのファジャル・アルフィアン / ムハマド・リアン・アルディアントに勝利。そして決勝で第5シードのアーロン・チア / ソー・ウーイックを破り優勝と、ノーシードでランキング上位ペアを次々と破りビッグタイトルを獲得した。
2023年のインドネシア・オープンでは、世界ランク2位の梁偉鏗 / 王昶を僅差で逆転勝利し準決勝に進むが、アーロン・チア / ソー・ウーイックに逆転され敗れ、惜しくも敗退した。
同年12月にインドネシア代表引退。
以降は、オーストラリアでスポーツに関する学問の研究に励みつつ、しばしばオーストラリア国籍でバドミントンの国際大会にも出場している。